# 王宗华 (历史学家)
王宗华（1922年—1994年），湖南长沙人，中华人民共和国历史学家。

## 生平
1940年，毕业于长沙雅礼中学。1940至1944年，在四川乐山的武汉大学政治学系学习。大学毕业后在四川宜明德初级中学任教员、在长沙基督教青年会与伤兵之友社总社合办新兵当过服务总队流动队干事、在长沙新兵服务队当过队长以及在长沙基督教青年会当干事。
1946年回到武汉大学政治学系工作，讲授政治学概论、各国革命史等课程。1953年调任马列主义教研室中国革命史组组长，在李达领导下编写中国革命史教材，从事中国革命史教学工作。1957年，调到历史系担任中国现代史教学工作。1978年被聘为副教授。1981年，加入中国共产党。1982年，被聘为教授，并任中国近百年史研究室主任。兼中国现代史学会副理事长、湖北省地方志编纂委员会学术顾问。著有《国民军简史》。主编有《中国大革命史》、《中国革命史》、《中国现代史词典》、《湖北省志·湖北近现代大事记》等。1994年去世。